# All'ombra delle piramidi
All'ombra delle piramidi (Antony and Cleopatra) è un film del 1972 diretto da Charlton Heston.
Heston, interprete e regista all'esordio, traspone per il cinema l'opera teatrale Antonio e Cleopatra di William Shakespeare.
La colonna sonora di John Scott è eseguita dalla London Philharmonic Orchestra.

## Trama
Appreso della morte della moglie Fulvia, Marco Antonio rientra a Roma dove Ottaviano, per porre fine allo screzio con lui, gli dà in moglie la sorella Ottavia. Antonio accetta di sposare la donna, ma poco tempo dopo l'uomo torna ad Alessandria d'Egitto per rivedere Cleopatra.
Ottaviano, desideroso di assoggettare al suo dominio l'Egitto, dichiara guerra ad Antonio e Cleopatra. Antonio subisce una pesante sconfitta nella battaglia di Azio e fa rientro ad Alessandria deciso ad uccidere Cleopatra alla quale attribuisce la colpa della sconfitta. Cleopatra si rinchiude nel suo mausoleo e, nella speranza di riconquistare l'amore di Antonio, fa credere a tutti di essersi uccisa. Appresa questa notizia, Antonio, disperato, chiede all'amico Erote di trapassarlo con una spada; Erote non riesce però ad uccidere il suo generale, e si suicida. Antonio ammira il coraggio di Erote e cerca di morire allo stesso modo, ma si ferisce solamente. In uno stato di dolore lancinante, scopre che, in realtà, Cleopatra è ancora viva. Si trascina fino al suo mausoleo, e muore tra le sue braccia.
Ottaviano entra ad Alessandria e cerca di convincere Cleopatra ad arrendersi. Ella però si rifiuta, e, disperata per la morte di Antonio e indisposta essere trascinata in trionfo per le vie di Roma come una schiava qualsiasi, sceglie di uccidersi facendosi mordere da un aspide.

## Produzione
I distributori di 21 paesi misero il 65% del budget di 1,8 milioni di dollari (che erano in realtà 2,7 milioni di dollari ma Heston e Snell rinunciarono ai loro compensi). Una banca mise il restante 35%. Heston chiese ad Orson Welles di dirigere il film, ma Welles declinò l'offerta ed Heston decise di girarlo lui stesso.
Il film venne interamente girato in Spagna con pochi mezzi e molto risparmio. Heston riciclò alcune sequenze da alcuni film precedenti, come le scene della battaglia di Azio (da Ben-Hur) e la veduta del porto di Alessandria (da La tunica).
Charlton Heston voleva che fosse Diana Rigg, con la quale aveva recitato in 23 pugnali per Cesare, ad interpretare Cleopatra. Heston considerò anche Anne Bancroft per il ruolo ma Mel Brooks, il marito della Bancroft, gli disse che ella non voleva interpretarlo. Altre attrici considerate per il ruolo di Cleopatra furono Glenda Jackson, Irene Papas e Susannah York.

## Curiosità
- Charlton Heston aveva già interpretato due volte il ruolo di Marco Antonio, prima nel 1950 in Julius Caesar e successivamente nel 1970 in 23 pugnali per Cesare.
- In Italia il film uscì in VHS distribuita dalla Fox Video col titolo Antonio e Cleopatra in una versione della durata di 106 minuti.[3].